# Peter Schickele
Johann Peter Schickele  (Ames, Iowa, 17 de julio de 1935-Bearsville, Nueva York, 16 de enero de 2024) fue un compositor, educador musical, humorista y creador de parodias estadounidense. Utiliza el seudónimo P. D. Q. Bach.

## Carrera artística
Su obra comprende sinfonías para orquesta, música coral, música de cámara, música vocal y composiciones para cine y televisión. En los inicios de su carrera, escribió música para diferentes cantantes de estilo folk, destacando entre ellos Joan Baez,  para quien orquestó y realizó arreglos de los álbumes Noël (1966), Joan (1967) y Baptism (1968). Se alzó con cuatro Premios Grammy en la categoría Mejor álbum de comedia en los años 1990, 1991, 1992, y 1993.

## Obras seleccionadas
- The Short-Tempered Clavier and Other Dysfunctional Works for Keyboard
- Two Pianos Are Better Than One
- Music for an Awful Lot of Winds and Percussion
- WTWP Classical Talkity-talk Radio
- Oedipus Tex and Other Choral Calamities. Oratorio satírico que narra las aventuras de Oedipus Tex.
- 1712 Overture and Other Musical Assaults
- P.D.Q. Bach: A Little Nightmare Music
- P.D.Q. Bach: Music You Can’t Get Out of Your Head
- P.D.Q. Bach: Liebeslieder Polkas
- P.D.Q. Bach: Black Forest Bluegrass
- Portrait of P.D.Q. Bach
- The Intimate P.D.Q. Bach
- P.D.Q. Bach’s Half-Act Opera: The Stoned Guest. Parodia basada en el mito de Don Juan.
- Report from Hoople:  P.D.Q. Bach on the Air
- An Hysteric Return:  P.D.Q. Bach at Carnegie Hall
- An Evening with P.D.Q. Bach (1807-1742)?
- The Abduction of Figaro. Ópera cómica que constituye una parodia de varias óperas de Mozart.